# Juana María
Juana Maria (morta el 19 d'octubre de 1853), més coneguda històricament com a dona solitària de l'illa San Nicolas (el seu nom indígena és desconegut), era una dona ameríndia que fou l'última membre supervivent de la seva tribu, els nicoleño. Vivia sola a l'illa Sant Nicolau de la costa de Califòrnia de 1835 fins que fou descoberta en 1853. La premiada novel·la juvenil de Scott O'Dell Island of the Blue Dolphins (1960) estava inspirada en la seva història.

## El territori
Les illes Santa Bàrbara havien estat habitades per grups amerindis des de fa 10.000 anys o abans. En el moment del contacte europeu hi havia dos grups ètnics ocupant l'arxipèlag: els chumash vivien a les illes del nord i els tongva a les illes del sud. En la dècada de 1540 el conquistador portuguès Juan Rodríguez Cabrillo explorà la costa de Califòrnia, reclamant-les per a Espanya. Cabrillo creia que hi havia poca cosa de valor a la regió, de manera que Califòrnia era en gran part no colonitzada. Durant més de 200 anys de contacte entre els nadius i els europeus va ser limitat.
En la dècada de 1740 els russos començaren a colonitzar Amèrica. desenvolupant un lucratiu comerç marítim de pells al llarg del nord de la costa del Pacífic. Els paranyers russos, coneguts com a promyshlenniki, caçaven llúdries marines d'Alaska i en venien les pella amb grans beneficis a la Xina Qing. Altres països europeus se'n van adonar i per la dècada de 1780 els russos estaven en competència amb la Companyia de la Badia de Hudson britànica i altres. Mentre, els espanyols va començar a construir missions a Califòrnia, per por que el territori descuidat caigués en mans dels anglesos. Amb el primer període de contacte europeu significatiu i l'exposició al Vell Món les malalties provocaren un descens en picat de la població ameríndia de Califòrnia. A Alaska els promyshlenniki i els seus competidors estaven conduint la llúdria marina a l'extinció. Amb els seus guanys en declivi, els caçadors van tornar la seva atenció a la costa de Califòrnia, marcant l'inici de la febre de pells de Califòrnia.

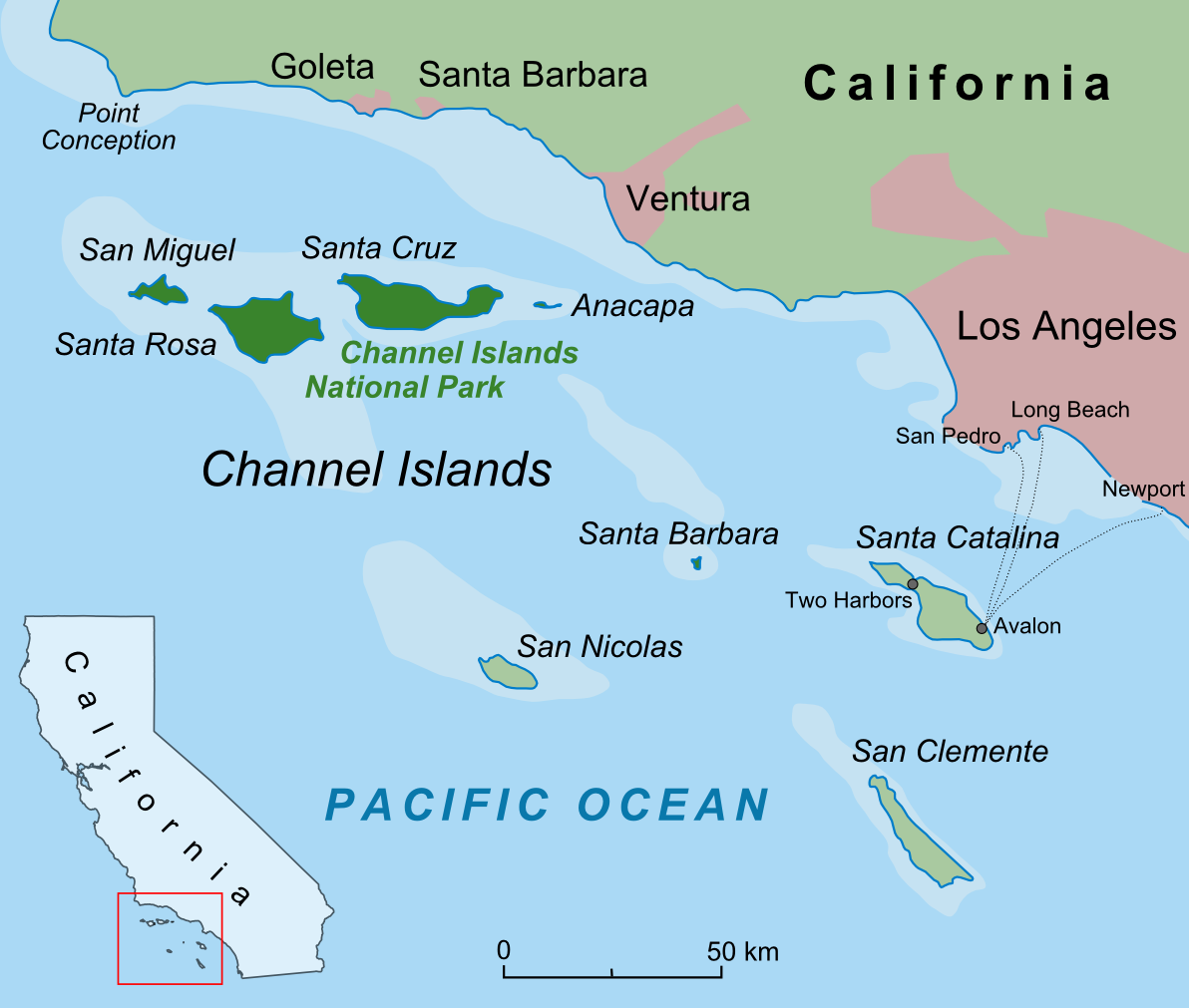
Sant Nicolau és la més remota de les illes de Santa Bàrbara del sud (en verd clar). Semi-àrida i en gran part estèril, es troba a 97 kilòmetres de la costa continental.

## Arribada dels paranyers
En 1814 una partida de caçadors de llúdries nadius d'Alaska que treballaven per la Companyia Russo-Americana (RAC), va massacrar a la majoria dels illencs després d'un home nicoleño va ser acusat de matar un caçador natiu d'Alaska. Pel 1835 la població ameríndia de l'illa, que una vegada estat de 300 individus, s'havia reduït a menys del 20. Algunes fonts donen el nombre de quatre, totes dones a excepció d'un home anomenat Black Hawk.
Quan les notícies de la devastació arribaren al continent, la Missió de Santa Bárbara va decidir patrocinar una operació de rescat. A finals de novembre de 1835 la goleta Peor es Nada, comandada per Charles Hubbard, salpà de Monterey (Califòrnia) sota contracte de traslladar la gent que encara vivia a Sant Nicolau. Després de l'arribada a l'illa, la partida de Hubbard va reunir als indis a la platja i els va portar a bord. Juana María, però, no estava entre ells perquè es va aixecar una forta tempesta i la tripulació del Peor es Nada', en adonar-se del perill imminent de ser destruïts per l'onatge i les roques, va entrar en pànic i va navegar cap al continent, deixant-la enrere. Una versió més romàntica parla que Juana María saltà del vaixell després d'adonar-se que el seu fill s'havia quedat enrere, encara que l'arqueòleg Steven J. Schwartz assenyala, "La història del seu salt a l'aigua no apareix fins a la dècada de 1880 ... En aquells dies, l'era Victoriana ja estava en marxa, i la literatura adquiria un florit, fins i tot un gust romàntic." Aquesta versió fou registrada pel rescatador de Juana María, George Nidever, qui l'havia sentit d'un caçador que havia estat al Peor es Nada; tanmateix Nidever deixà clar que no recordava bé que havia sentit.
Hubbard va portar els illencs a la badia de San Pedro, on molts decidiren viure a la Missió de San Gabriel Arcángel. Les missions tenien una alta taxa de mortalitat, ja que els indis no tenien immunitat a les malalties del Vell Món. Black Hawk, l'últim illenc masculí, pel que sembla es va quedar cec poc després i es va ofegar en caure d'un precipici. Hubbard era incapaç de tornar per Juana María aleshores, ja que tenia ordres de prendre un carregament de fusta per Monterey, i al cap d'un mes el Peor es Nada es va enfonsar a l'entrada de la badia de San Francisco després de tocar un "tauler pesat" que va causar l'enfonsament de la goleta. A falta de naus disponibles a mitjans de la dècada de 1830, es va retardar qualsevol intent de rescat.

## Descobriment
En 1850 el pare José González Rubio de la Missió de Santa Bárbara Mission pagà a un tal Thomas Jeffries 200 dòlars per trobar Juana María, encara que no va tenir èxit. No obstant això, la història que va contar Jeffries en tornar aconseguí captar la imaginació de George Nidever, un caçador de pells de Santa Bárbara, qui va enviar-hi diverses expedicions pròpies. Els seus dos primers intents van fracassar en trobar-la, però en el tercer intent a la tardor de 1853 un dels homes de Nidever, Carl Dittman, van descobrir petjades humanes a la platja i trossos de greix de foca que s'havia deixat a assecar. Investigacions posteriors van conduir al descobriment de Juana María, que vivia a l'illa en una barraca parcialment construïda d'ossos de balena. Anava vestida amb una faldilla feta de plomes verdoses de corb marí. Es creia que també va viure en una cova propera.
Després Juana María va ser portada a la Missió de Santa Bárbara, però no va poder comunicar-se amb ningú. Els indis chumash locals no podien entendre-la, de manera que la missió envià un grup tongva que anteriorment havia viscut a l'Illa Santa Catalina (Califòrnia), però tampoc no van tenir èxit. Quatre paraules i dues cançons gravades de Juana María suggereixen que parlava una de les llengües uto-asteca del sud de Califòrnia, però no és clar amb quina branca està relacionada. Un estudi de la Universitat de Califòrnia a Los Angeles per la lingüista Pamela Munro centrat en les paraules i cançons suggereix que el seu llenguatge era més similar a les dels luiseños del Nord del comtat de San Diego i dels juaneños, prop de San Juan Capistrano. Ambdós grups comerciaven amb els illencs de Sant Nicolau i les seves llengües poden haver-hi tingut alguna influència. Aquesta evidència, quan es prenen en conjunt, suggereix que Juana María era una nativa nicoleño.

## Vida a la Missió de Santa Bárbara

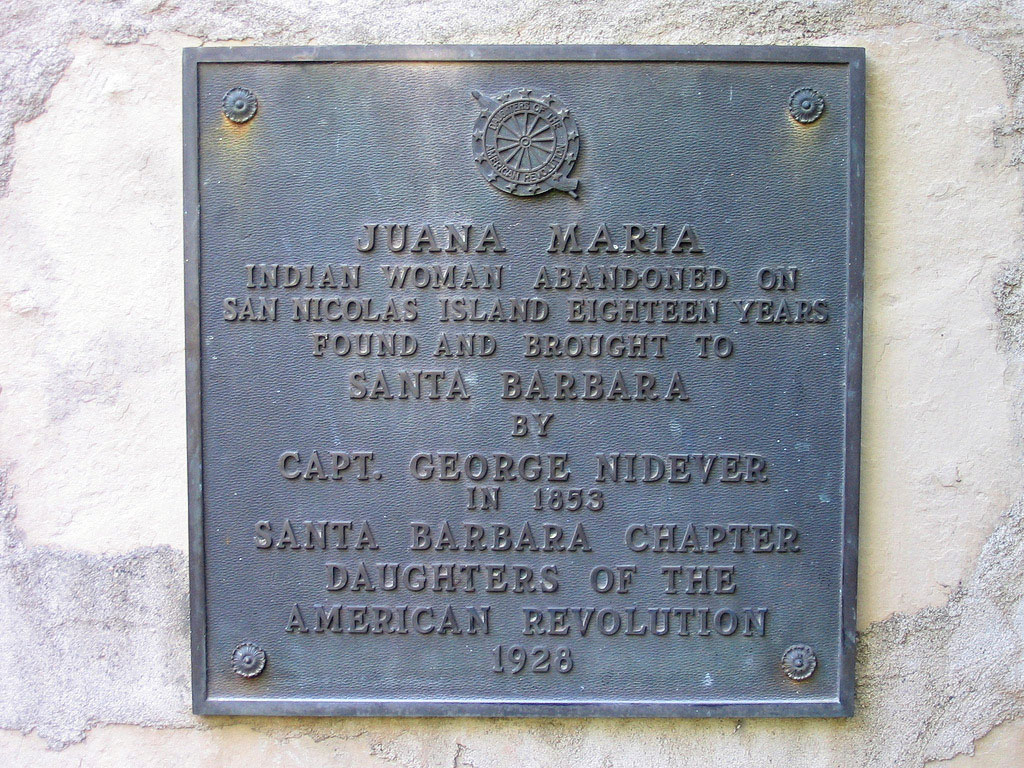
Una placa commemora Juana María al cementiri de la Missió de Santa Bárbara, posada per les Daughters of the American Revolution el 1928.

Juana María es va mostrar fascinada i en èxtasi a l'arribada, meravellada davant la visió dels cavalls, juntament amb roba i menjar europeu. Se li va permetre romandre amb Nidever, qui la va descriure com una dona de "mitjana alçada, sinó més aviat gruixuda ... Ha de tenir al voltant de 50 anys, però encara era forta i activa. El seu rostre era agradable i contínuament somreia. Les seves dents eren senceres però gastades en les genives".
Juana María aparentment gaudia visites dels residents curiosos de Santa Bárbara, cantant i ballant per les seves audiències. Una de les cançons cantades per Juana María fou anomenada popularment "Toki Toki". El coneixement d'aquesta cançó va venir d'un home ventureño anomenat Malquiares, un caçador de llúdrigues que s'havia unit a l'expedició de Nidever a l'illa i que havia sentit cantar-la a Juana María. Malquiares tard va recitar les paraules al seu amic Fernando Kitsepawit Librado (1839–1915). Les paraules de la cançó són:
Toki Toki yahamimena (×3)
weleshkima nishuyahamimena (×2)
Toki Toki... (continua més endavant)
Librado recità les paraules a un indi cruzeño anomenat Aravio Talawiyashwit, qui les va traduir com a "Visc contenta perquè puc veure el dia en què jo sortiré d'aquesta illa." No obstant això, atesa la manca de qualsevol altra informació sobre la llengua de Juana María, l'exactitud d'aquesta traducció és dubtosa, o potser era una suposició intuïtiva. L'antropòleg i lingüista John Peabody Harrington gravà Librado cantant la cançó en un cilindre de cera el 1913.

El següent text va ser publicat per un autor anònim al diari de Sacramento Daily Democratic State Journal el 13 d'octubre de 1853:
La dona salvatge que va ser trobada a l'illa de Sant Nicolau a unes 70 milles de la costa, a l'oest de Santa Bárbara, es troba ara en el segon lloc i és considerada com una curiositat. S'afirma que ha estat d'uns 18 a 20 anys sola a l'illa. S'alimentava de mariscs i el greix de balena i es vestia amb pells i plomes d'ànecs salvatges, que cosia juntament amb tendons de balena. No pot parlar cap idioma conegut, és atractiva i d'edat mitjana. Sembla estar contenta a la seva nova llar entre la bona gent de Santa Bárbara.

## Mort
Juana María va morir justament set setmanes després d'arribar al continent. Nidever en culpava la seva afició pel blat de moro verd, verdures i fruita fresca després d'anys de menjar poc carregat de nutrients li causaren la malaltia greu i, en última instància fatal. Després que morís, el pare Sanchez la batejà i cristianitzà amb el nom espanyol de Juana María. Va ser enterrada en una tomba sense nom en la parcel·la familiar Nidever al cementiri de la Missió de Santa Bárbara. El pare González Rubio va fer la següent entrada al Llibre d'Enterraments de la Missió : "El 19 octubre 1853 di sepultura eclesiàstica al cementiri a les restes de Juana María, la dona índia portada des de l'illa de Sant Nicolau i, com no hi havia ningú que pogués entendre el seu llenguatge, va ser batejada condicionalment pel pare Sánchez." El 1928 es va col·locar al lloc una placa commemorativa de les Daughters of the American Revolution.
La cistella d'aigua, roba i altres estris de Juana Maria, incloent agulles d'os que s'havia portat de l'illa, formaren part de les col·leccions de l'Acadèmia de les Ciències de Califòrnia, però foren destruïts durant el Terratrèmol de San Francisco de 1906. El seu vestit de plomes de corb marí fou enviat potser al Vaticà, però també sembla haver-se perdut.

## Troballes arqueològiques
El 1939 els arqueòlegs van descobrir la barraca d'ossos de balena de Juana María a l'extrem més septentrional de Sant Nicolau, el punt més alt de l'illa. La ubicació de la cabana correspon exactament amb les descripcions deixades per Nidever. En 2012 l'arqueòleg Steven J. Schwartz va informar haver trobat un lloc que pot haver estat la cova de Juana Maria. En 2013 els arqueòlegs van descobrir una partida d'artefactes erosionant des d'un penya-segat a la costa nord-oest de Sant Nicolau, on es creu que Juana María havia passat gran part del seu temps. La troballa es compon de dues caixes de fusta vermella que contenen més de 200 artefactes, incloent penjolls d'os d'au, plats de cloïsses d'orella de mar, fragments de vidre, ocre vermell, una punxa d'arpó i agulles, i ornaments d'esteatita.

## Llegat
La novel·la de Scott O'Dell Island of the Blue Dolphins es va basar en gran part en la història de Juana María. La protagonista de la novel·la, Karana, suporta moltes de les privacions que va patir Juana María mentre era sola a Sant Nicolau. El 1964 es va fer una versió cinematogràfica de la novel·la, en la que l'actriu Celia Kaye va fer el paper de Karana.